# ميودراغ بانتيليتش
ميودراغ بانتيليتش (بالصربية: Миодраг Пантелић)‏ هو لاعب كرة قدم صربي في مركز الهجوم، ولد في 4 سبتمبر 1973 في نوفي ساد في صربيا. شارك مع منتخب صربيا والجبل الأسود لكرة القدم. أما مع النوادي، فقد لعب مع النجم الأحمر بلغراد وليفسكي صوفيا ونادي بكين سينوبو غوان ونادي داليان شيده ونادي فويفودينا.

## وصلات خارجية
- ميودراغ بانتيليتش على موقع قاعدة بيانات كرة القدم.إي يو (الإنجليزية)
- ميودراغ بانتيليتش على موقع ناشيونال فوتبول تيمز (الإنجليزية)
- ميودراغ بانتيليتش على موقع عالم كرة القدم.نت (الإنجليزية)